# Eusebio Pascual y Casas
Eusebio Pascual y Casas (Barcelona, 1837-Barcelona, 1883) fue un periodista y político español de ideología republicana, varias veces diputado a Cortes durante el Sexenio Democrático.

## Biografía
Habría nacido en 1837. Descrito como «hijo de Barcelona», ingresó en el Colegio de Abogados de esta ciudad en 1860. Hombre político, diputado y periodista, en Madrid fue redactor de La República Ibérica (1869). En Barcelona dirigiría el periódico La Publicidad. También participó en El Conceller. Durante el Sexenio Democrático, Pascual y Casas, cercano a Salvador Sanpere y Miquel, formó parte de un grupo dentro del federalismo catalán «benévolo» o «moderado», opuesto dentro del movimiento federal a los intransigentes de Almirall. Amigo de Castelar, habría terminado militando en el Partido Posibilista.
Falleció el 18 o el 19 de abril de 1883 en Barcelona. Fue enterrado en el cementerio del Sudoeste.